# 永岡温泉
永岡温泉（ながおかおんせん）は、岩手県胆沢郡金ケ崎町に位置する温泉である。

## 泉質
- ナトリウム-塩化物泉（低張性中性高温泉）
  - 泉温　43℃
- 源泉掛け流し方式

## 温泉地
金ヶ崎町中心地から10キロ離れた山あいに、一軒宿の「夢の湯」が立地している。日帰り入浴も扱う。
周辺は栗駒ゴルフ場に隣接している以外、民間や商業施設は皆無。

## 歴史
開湯は1976年（昭和51年）。一軒宿の先代が「ある男が農業用水を地下から掘削中に温泉を湧出した」という夢を見た。
実際にその場所で掘ると温泉が湧出。2008年（平成20年）には新館がオープン。

## アクセス
鉄道
- JR東北本線・金ケ崎駅より車で20分。

自動車
- 東北自動車道北上金ヶ崎ICより車で20分。